# Station Maia-Bassa Untermais
Station Lana-Postal Lana-Burgstall is een spoorwegstation aan de Burggrafenspoorlijn die Untermais bedient, een wijk van de stad Meran (Italië-Zuid-Tirol).
De stationsnaam wordt volgens de regels van Trenitalia in het Italiaans aangegeven, gevolgd door het Duits als lokale taal.